# 雷諾河

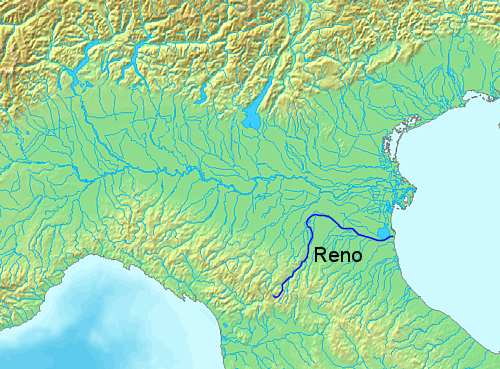

雷諾河是意大利的河流，位於該國北部艾米利亞-羅馬涅和托斯卡尼，河道全長212公里，流域面積5,040平方公里，平均流量每秒95立方米，最終注入亞得里亞海。

## 外部連結
- Historical and geographical info （意大利文）